# Algarve-kupa
Az Algarve-kupa egy globális meghívásos torna a női nemzeti labdarúgó-válogatottak számára, melyet 1994 óta rendeznek meg minden évben Portugáliában, Algarve tartományban.
Az egyik legtekintélyesebb esemény a női labdarúgásban, a női labdarúgó-világbajnokság és a női olimpiai labdarúgás mellett.
2020-ig 12 csapatot hívtak meg a tornára, melyeket három négyfős csoportba osztottak. 2020-tól visszatértek a torna kezdeti rendszeréhez, a meghívott 8 csapat egyenes kieséses versenyben bonyolítja le a sorozat küzdelmeit.
A legsikeresebb csapatok az USA tíz és Svédország négy győzelemmel. A női labdarúgó-világbajnokság címvédője, Németország egyszer nyert. Csak három olyan nemzet (USA, Norvégia és Németország) van, amely megnyerte mind a női labdarúgó-világbajnokságot és az Algarve-kupát is.
A jelenlegi címvédő Svédország válogatottja.

## Rendszere

### 1994-2001
A nyolc (1994-ben 6 résztvevő) csapatot két csoportba osztották, ahol a körmérkőzések után a helyosztó mérkőzéseket a csoportban elfoglalt helyezés alapján párosították.

### 2002-2019
A csapatok először körmérkőzéses rendszerben játszanak a csoportjukban. Azután a helyosztók lebonyolítása a következő:
- 11. helyért: a C csoport legutolsó csapatai játszanak.
- 9. helyért: A C csoport második helyezettje játszik a legalacsonyabban jegyzett negyedik helyezett csapatokkal az A és B csoportból.
- 7. helyért: A C csoport győztese játszik a legmagasabban jegyzett negyedik helyezett csapatokkal az A és B csoportból.
- 5. helyért: Az A és B csoport harmadik helyezett csapatai játszanak.
- 3. helyért: Az A és B csoport második helyezett csapatai játszanak.
- 1. helyért: Az A és B csoport első helyezett csapatai játszanak.

### 2020-tól
A nyolc csapat egyenes kieséses rendszerben játssza le mérkőzéseit:
- A mérkőzések vesztesei az "Alsó házban" találkoznak, ahol a találkozók győztesei az 5-6. helyért, a vesztesek pedig a 7-8. helyért küzdenek meg egymással.
- A négy győztes egy ún. "Felső házban" folytatja, ahol a találkozók győztesei a döntőben, a vesztesek pedig a harmadik helyért küzdenek meg egymással.

## Eredmények
| Év   |                                                       | Döntő                                                           | Döntő                                                 | Döntő            |                       | 3. helyért       | 3. helyért | 3. helyért |
| Év   | Győztes                                               | Eredmény                                                        | 2. helyezett                                          | 3. helyezett     | Eredmény              | 4. helyezett     |            |            |
| 1994 | Norvégia                                              | 1–0                                                             | Egyesült Államok                                      | Svédország       | 1-0                   | Dánia            |            |            |
| 1995 | Svédország                                            | 3–2 hu                                                          | Dánia                                                 | Norvégia         | 3-3 (4-2) büntetőkkel | Egyesült Államok |            |            |
| 1996 | Norvégia                                              | 4–0                                                             | Svédország                                            | Kína             | 2-1                   | Dánia            |            |            |
| 1997 | Norvégia                                              | 1–0                                                             | Kína                                                  | Svédország       | 0-0 (6-5) büntetőkkel | Dánia            |            |            |
| 1998 | Norvégia                                              | 4–1                                                             | Dánia                                                 | Egyesült Államok | 3-1                   | Svédország       |            |            |
| 1999 | Kína                                                  | 2–1                                                             | Egyesült Államok                                      | Norvégia         | 2-2 (4-1) büntetőkkel | Dánia            |            |            |
| 2000 | Egyesült Államok                                      | 1–0                                                             | Norvégia                                              | Kína             | 1-0                   | Svédország       |            |            |
| 2001 | Svédország                                            | 3–0                                                             | Dánia                                                 | Kína             | 5-1                   | Kanada           |            |            |
| 2002 | Kína                                                  | 1–0                                                             | Norvégia                                              | Svédország       | 2-1                   | Németország      |            |            |
| 2003 | Egyesült Államok                                      | 2–0                                                             | Kína                                                  | Norvégia         | 1-0                   | Franciaország    |            |            |
| 2004 | Egyesült Államok                                      | 4–1                                                             | Norvégia                                              | Franciaország    | 3-3 (4-3) büntetőkkel | Olaszország      |            |            |
| 2005 | Egyesült Államok                                      | 1–0                                                             | Németország                                           | Franciaország    | 3-2                   | Svédország       |            |            |
| 2006 | Németország                                           | 0–0 (4-3) büntetőkkel                                           | Egyesült Államok                                      | Svédország       | 1-0                   | Franciaország    |            |            |
| 2007 | Egyesült Államok                                      | 2–0                                                             | Dánia                                                 | Svédország       | 3-1                   | Franciaország    |            |            |
| 2008 | Egyesült Államok                                      | 2–1                                                             | Dánia                                                 | Norvégia         | 2-0                   | Németország      |            |            |
| 2009 | Svédország                                            | 1–1 (4-3) büntetőkkel                                           | Egyesült Államok                                      | Dánia            | 1-0                   | Németország      |            |            |
| 2010 | Egyesült Államok                                      | 3–2                                                             | Németország                                           | Svédország       | 2-0                   | Kína             |            |            |
| 2011 | Egyesült Államok                                      | 4–2                                                             | Izland                                                | Japán            | 2-1                   | Svédország       |            |            |
| 2012 | Németország                                           | 4–3                                                             | Japán                                                 | Egyesült Államok | 4-0                   | Svédország       |            |            |
| 2013 | Egyesült Államok                                      | 2–0                                                             | Németország                                           | Norvégia         | 2–2 (3-2) büntetőkkel | Svédország       |            |            |
| 2014 | Németország                                           | 3–0                                                             | Japán                                                 | Izland           | 2–1                   | Svédország       |            |            |
| 2015 | Egyesült Államok                                      | 2–0                                                             | Franciaország                                         | Németország      | 2–1                   | Svédország       |            |            |
| 2016 | Kanada                                                | 2–1                                                             | Brazília                                              | Izland           | 1–1 (6-5) büntetőkkel | Új-zéland        |            |            |
| 2017 | Spanyolország                                         | 1–0                                                             | Kanada                                                | Dánia            | 1–1 (4-1) büntetőkkel | Ausztrália       |            |            |
| 2018 | Hollandia és Svédország A döntő esőzés miatt elmaradt | Hollandia és Svédország A döntő esőzés miatt elmaradt           | Hollandia és Svédország A döntő esőzés miatt elmaradt | Portugália       | 2–1                   | Ausztrália       |            |            |
| 2019 | Norvégia                                              | 3–0                                                             | Lengyelország                                         | Kanada           | 0–0 (6-5) büntetőkkel | Svédország       |            |            |
| 2020 | Németország                                           | A koronavírus-járvány miatt nem játszották le a döntő mérkőzést | Olaszország                                           | Norvégia         | 2–1                   | Új-Zéland        |            |            |

## A torna legjobb játékosai
| - 1994: Ann Kristin Aarønes - 1995: Helle Jensen - 1996: Hege Riise - 1997: Marianne Pettersen - 1998: Marianne Pettersen - 1999: Tiffeny Milbrett - 2000: Dagny Mellgren - 2001: Hanna Ljungberg | - 2002: Bai Jie - 2003: Liu Ying - 2004: Shannon Boxx - 2005: Birgit Prinz - 2006: Shannon Boxx - 2007: Carli Lloyd - 2008: Cathrine Paaske-Sørensen | - 2009: Hope Solo - 2010: Inka Grings - 2011: Szava Homare - 2012: Mijama Aja - 2013: Megan Rapinoe - 2014: Marozsán Dzsenifer - 2015: Eugénie Le Sommer | - 2016: Kadeisha Buchanan - 2017: Irene Paredes - 2018: Cláudia Neto |

## A torna gólkirálynői
| - 1994: Ann Kristin Aarønes (5) - 1995: Helle Jensen (6) - 1996: - 1997: - 1998: - 1999: Tiffeny Milbrett (4) - 2000: Dagny Mellgren (4) - 2001: Hanna Ljungberg (6) - 2002: Shannon MacMillan (7) - 2003: Hanna Ljungberg (4) | - 2004: Abby Wambach (4) - 2005: Christie Welsh (5) - 2006: - 2007: Carli Lloyd (4) - 2008: Margrét Lára Viðarsdóttir (6) - 2009: Kerstin Garefrekes, Jayne Ludlow, Lotta Schelin (3) - 2010: Inka Grings (7) - 2011: Margrét Lára Viðarsdóttir (4) - 2012: Célia Okoyino da Mbabi (6) - 2013: Kosovare Asllani, Alex Morgan (3) | - 2014: Marozsán Dzsenifer (4) - 2015: Sofia Jakobsson (4) - 2016: Janice Cayman (4) - 2017: Pernille Harder, Jokojama Kumi (4) - 2018: Christine Sinclair, Lieke Martens, Fridolina Rolfö (3) - 2019: Jennifer Hermoso, Mimmi Larsson (3) - 2020: Nanna Christiansen, Pernille Harder, Cristiana Girelli, Synne Jensen (2) |